# Polsat 2
Polsat 2 es un canal de televisión privado de Polonia, perteneciente a Telewizja Polsat. Se trata de un canal que emite repeticiones de programas ya emitidos en Polsat, noticias, series, programas de entretenimiento y telerrealidad. 

## Historia
El crecimiento de Polsat y una licencia de emisión por satélite sin utilizar impulsaron la decisión de lanzar un nuevo canal de televisión exclusivamente satelital. El canal inició emisiones el 1 de marzo de 1997 como un canal de cine. Durante su primer mes, el canal emitía únicamente películas, emitidas como parte de Festiwalu Filmowego Otwarcia.
El 1 de abril de 2000, Polsat 2 fue reemplazado por TV4, pero la marca del canal se mantuvo, ya que resurgió de forma completamente renovada como Polsat 2 Info. Sin embargo, este canal, que combinaba noticias y documentales, fue acusado de infracción de derechos de autor pocos meses después de su lanzamiento por no pagar regalías por la emisión de ciertas series documentales extranjeras.
En enero de 2002, el canal cambió su nombre a Polsat 2 International y, desde entonces hasta el 18 de diciembre de 2015, Polsat 2 pasó a ser el canal internacional de Polsat para la diáspora polaca, mientras que también permaneció disponible en Polonia. Se emitían repeticiones de programas emitidos en Polsat, TV4 y Polsat Sport 1, dirigidos a los espectadores de Europa Occidental, Estados Unidos, Canadá, América Latina y Australia.
El 4 de octubre de 2007, el canal modificó su imagen corporativa y pasó a llamarse, de nuevo, Polsat 2. También se incrementó el número de bloques publicitarios.
El 1 de octubre de 2015, el canal empezó a emitir en HD.
El 18 de diciembre de 2015, Polsat 2 dejó de ser el canal internacional de Polsat a raíz del inicio de emisiones de Polsat 1. Polsat 2 permaneció disponible para los espectadores polacos.
Desde el 4 de noviembre de 2016, el canal emite películas polacas y extranjeras los sábados y domingos.
El 30 de agosto de 2021, el canal adoptó su actual imagen corporativa.

## Programación
- Oblicza Ameryki
- Afficionado
- Piosenka na życzenie
- Szczęśliwa 8
- Kuźnia Szczęście
- Rusz głową
- Tajemnice losu
- Wygraj teraz
- 48h. Zaginieni
- Nieprawdopodobne, a jednak
- Tango z aniołem
- Zdrady

## Imagen corporativa

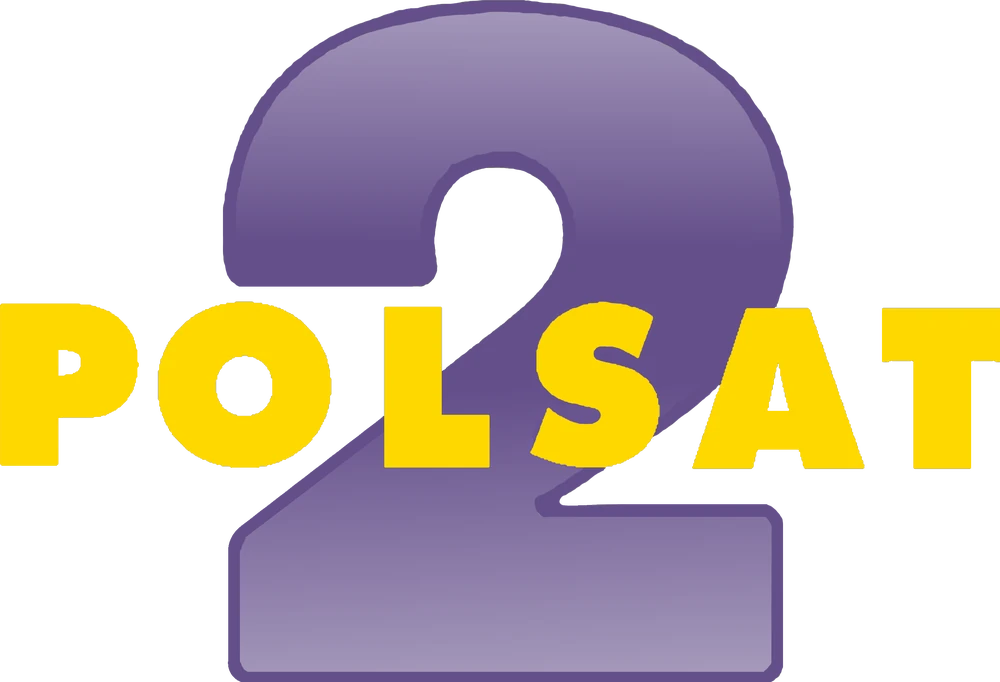
1997 - 2001
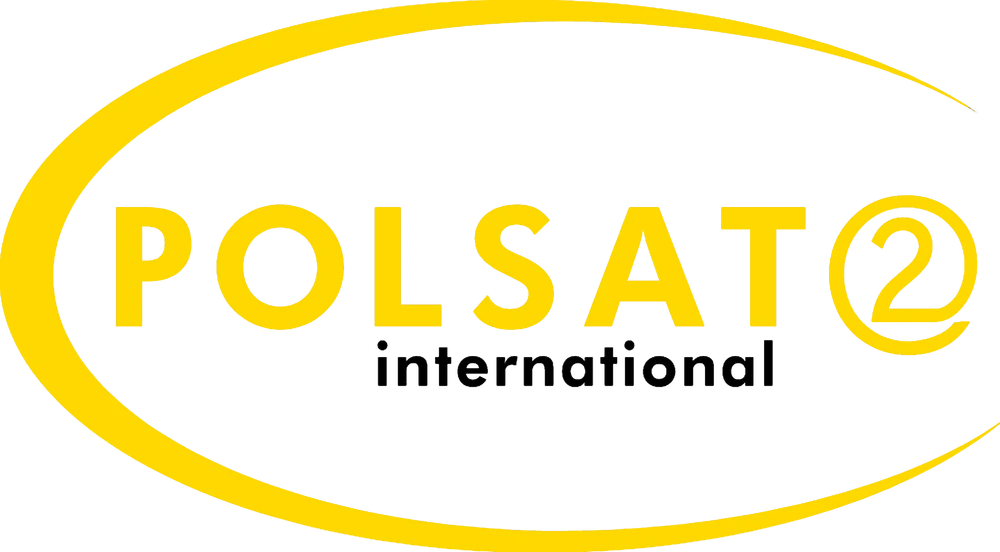
2001 - 2007
2007 - 2020
2020 - 2021
Desde 2021